# Исернский сельсовет
Исернский сельсовет — административная единица на территории Слуцкого района Минской области Республики Беларусь.

## История
Населённые пункты Великая Слива, Волоты, входившие в состав Козловичского сельсовета, включены в состав Исернского сельсовета.

## Состав
Исернский сельсовет включает 9 населённых пунктов:
- Великая Слива — деревня.
- Великий Быков — деревня.
- Волоты — деревня.
- Гуляево — деревня.
- Исерно — агрогородок.
- Калиновка — посёлок.
- Малиновка — посёлок.
- Малый Быков — деревня.
- Нежевка — деревня.
- Новоселки — деревня.
- Паничи — деревня.